# Brin Hill
Brin Hill je americký filmový scenárista, režisér a producent.
Na přelomu 20. a 21. století natočil krátké snímky A Glance Away (1999), Morning Breath (2002) a The Ecology of Love (2004). Jeho celovečerním debutem se stal film Ball Don't Lie z roku 2008, který napsal (podle knižní předlohy spisovatele Matta de la Peñi), produkoval i režíroval. Je také spoluautorem scénářů snímků Won't Back Down (2012) a Battle of the Year (2013). V roce 2014 natočil podle scénáře Josse Whedona film In Your Eyes.